# На запад от красной скалы
«На запад от красной скалы» (англ. Red Rock West; другое название — «Придорожное заведение») — кинофильм 1992 года режиссёра Джона Дала.

## Сюжет
Находящегося в поисках работы бывшего военного Майкла Уильямса (Николас Кейдж) судьба заносит в небольшой городок Red Rock (Красная Скала), штат Вайоминг. В первом попавшемся пивном баре, он спрашивает о работе у его хозяина, так как остро нуждается в деньгах. Тот советует ему придорожное заведение неподалёку, сообщив, что там точно найдется работа. Уэйн Браун, владелец указанного кафе ждет киллера из Техаса, которого он нанял через посредников для убийства своей жены. Он не знает как выглядит этот киллер и принимает за него Майкла из-за техасских номеров на его автомобиле. Уэйн объясняет Майклу, где и как нужно прикончить жену и отдаёт ему часть денег в задаток. Майкл соглашается. Найдя жену Уэйна Сюзан, Майкл предостерегает её. Сюзан (Лара Флинн Бойл) просит Майкла помочь ей и предлагает ему сумму денег побольше за убийство своего мужа. Майкл забирает деньги, пишет письмо шерифу города о готовящихся преступлениях и решает сбежать из Ред Рока.
На окраине городка он сбивает неожиданно выпрыгнувшего на проезжую часть мужчину и решает вернуться, чтобы отвезти его в госпиталь. Там врачи обнаруживают в теле сбитого несколько пуль и вызывают шерифа, которым оказывается Уэйн Браун. Он усаживает Майкла в свой автомобиль и вывозит за город, но парню удаётся сбежать, и, выбежав на дорогу, он чуть не попадает под колёса старого морпеха (Деннис Хоппер). Морпех подбирает Майкла и заезжает в бар, где Майкл понимает, что пожилой мужчина и есть Лайл из Далласа, тот самый киллер, которого ждал шериф. Вскоре Уэйн приезжает в бар и вместе с Лайлом бросается в погоню за Майклом, но тот сбегает и возвращается в дом к Сюзан. Вместе они уезжают из городка, но Сюзан рассказывает Майклу о спрятанном в офисе Уэйна наследстве в пол миллиона долларов, и они возвращаются.
В сейфе они денег не обнаруживают, зато вскоре становятся свидетелями задержания Уэйна его же помощниками, которые выясняют, что супруги Брауны - аферисты, разыскиваемые за крупное ограбление, а ранее сбитый Майклом мужчина пытался их шантажировать, за что и был застрелен. Сразу после этого Майкла и Сюзан застаёт Лайл, тоже узнавший правду, и заставляет их ехать с ним в участок, где Лайл убивает помощника шерифа и похищает Уэйна из клетки. Вместе они едут на кладбище, где Уэйн и закопал все деньги.
На кладбище Майкл и Уэйн под мушкой выкапывают клад, но последнему удаётся обхитрить Лайла - он предполагал, что с ним может случиться нечто подобное, и спрятал в сундуке пистолет. Разоружив Лайла, он пытается сбежать на его автомобиле, но тот попадает ножом Уэйну в шею, после чего начинает драться с Майклом. Сюзан добивает Уэйна и пытается сбежать с деньгами, но Майкл с Лайлом оказываются рядом, и она решает застрелить последнего и сбегает уже вместе с Майклом. Вдвоём они запрыгивают внутрь вагона товарного состава, где Сюзан, наставив на Майкла пистолет, требует от него оставить все деньги ей, но Майкл, зная, что в нём нет патронов, развеивает все деньги по ветру и выкидывает Сюзан из вагона на улицу, где её вскоре настигает полиция. Майкл, оставивший себе лишь одну пачку банкнот, уезжает прочь из Ред Рока.

## В ролях
- Николас Кейдж — Майкл Уильямс
- Деннис Хоппер — Лайл из Далласа
- Лара Флинн Бойл — Сюзан Браун
- Дж. Т. Уолш — шериф Уэйн Браун
- Тимоти Кархарт — помощник шерифа Мэтт Грейтэк
- Дэн Шор — помощник шерифа Расс Боуман

## Музыка
В фильме в основном используются песни кантри-исполнителей, таких как Джонни Кэш, Шанайя Твейн, Тоби Кит, Сэмми Кершоу и кантри-рок группы The Kentucky Headhunters. Кроме того Дуайт Йоакам, сыгравший небольшую роль водителя грузовика, специально для фильма написал закрывающую песню «A Thousand Miles from Nowhere»

### Саундтрек[2]
1. «Alone in San Antone» — Джефф Чанс
2. «Hey Porter» — Джонни Кэш
3. «Folsom Prison Blues» — Джонни Кэш
4. «Crime of the Century» — Шанайя Твейн
5. «Strangers an Hour Ago» — Джон Брэннен
6. «Redneck Girl» — The Kentucky Headhunters
7. «Highway 29» — Билли Бэкон и The Forbidden Pigs
8. «I Buy Her Roses» — Сэмми Кершоу
9. «Should Have Been a Cowboy» — Тоби Кит
10. «A Thousand Miles from Nowhere» — Дуайт Йоакам